# Ferreiros (El Pino)
Ferreiros (también llamada San Mamed de Ferreiros y llamada oficialmente San Mamede de Ferreiros) es una parroquia española del municipio de El Pino, en la provincia de La Coruña, Galicia.

## Entidades de población
Entidades de población que forman parte de la parroquia:
- A Iglesia (A Igrexa)
- A Ponte
- Cimadevila
- Castro (O Castro)
- Vilar (O Vilar)
- Oza
- Ramil
- Taboada
- Frechazo Último (Frechazo Derradeiro)
- Aquelavila
- Frechazo Primeiro
- Margaride
- Rourís
- Fondo da Aldea
- A Xesta

## Demografía
| Gráfica de evolución demográfica de Ferreiros entre 2000 y 2019 |
|                                                                 |
| Datos según el nomenclátor publicado por el INE.                |